# Judith (Vezzi)
Pour les articles homonymes, voir Judith.
Judith est un tableau réalisé en 1624-1626 par la peintre italienne Virginia Vezzi. Il s'agit de la seule œuvre que l'on peut lui attribuer avec certitude. Achetée à la Galleria W. Apolloni en 2009, la peinture est conservée depuis lors au musée d'Arts de Nantes, à Nantes, en France.

## Description
Cette huile sur toile est une peinture chrétienne qui illustre un épisode du Livre de Judith, dans l'Ancien Testament. Elle représente Judith esquissant un léger sourire de satisfaction alors qu'elle tient encore à la main droite l'épée ensanglantée avec laquelle elle vient d'accomplir la décapitation d'Holopherne, sur la tête duquel elle appuie de son autre main avec un tissu orangé. La jeune femme est figurée en clair-obscur, illuminée depuis la gauche par une source qui n'apparaît pas dans la composition.